# Phaltan

Phaltan était un État princier des Indes, dirigé par des souverains qui portèrent le titre de "naik" puis de "radjah". Cette principauté subsista jusqu'en 1948 puis fut intégrée dans l'État du Maharashtra.

## Liste des souverains de Phaltan de 1284 à 1948
- 1284-1291 : Nimbraj Ier Parmar
- 1291-1327 : Padakhala Jagdevrao Dharpatrao Nimbalkar
- 1327-1349 : Nimbraj II Nimbalkar
- 1349-1374 : Vanang Bhupal Nimbalkar
- 1390-1394 : Vanangpal Nimbalkar
- 1394-1409 : Vangoji Ier Nimbalkar
- 1409-1420 : Maloji Ier Nimbalkar
- 1420-1445 : Baji Ier Nimbalkar
- 1445-1470 : Powwarao Nimbalkar
- 1470-1512 : Baji II Nimbalkar
- 1512-1527 : Mudhoji Ier Nimbalkar
- 1527-1560 : Baji Dharrao Nimbalkar
- 1560-1570 : Maloji II Nimbalkar
- 1570-1630 : Vangoji II Jagpalrao Nimbalkar
- 1630-1644 : Mudhoji II Nimbalkar
- 1644-1676 : Bajaji Rao Naik Nimbalkar (en)
- 1676-1693 : Vangoji III Nimbalkar
- 1693-1748 : Janoji Nimbalkar
- 1748-1765 : Mudhojirao III Nimbalkar
- 1765-1774 : Sayajirao Nimbalkar
- 1774-1777 : Maloji III Rao Nimbalkar
- 1777-1827 : Janoji Rao II
- 1827-1841 : Bajaji Rao
- 1841-1916 : Madhoji Rao IV (simple) (1838-1916)
- 1916-1948 : Maloji Rao IV (1896-1978)